# Томашпольский район
Тома́шпольский райо́н (укр. Томашпільський район) — упразднённая административная единица на юге центральной части Винницкой области Украины. Административный центр — посёлок городского типа Томашполь.

## География
Площадь — 780 км2 (24-е место среди районов).

## История
Упразднён 30 декабря 1962 года, восстановлен 8 декабря 1966 года.

## Демография
Население района составляет 34 503 человека (на 1 июня 2013 года), в том числе городское население 13 395 человек (38,82 %), сельское — 21 108 человек (61,18 %).

## Административное устройство
Количество советов:
- городских — 0
- поселковых — 2
- сельских — 22

## Населённые пункты
Количество населённых пунктов:
- городов районного значения — 0
- посёлков городского типа — 2 (Томашполь, Вапнярка — 8 651)
- сёл — 30
- посёлков сельского типа — 2

Всего насчитывается 34 населенных пункта.